# Donnie Nelson
Donnie Nelson, né le 10 septembre 1962, est le fils de l'ancien entraîneur de l'équipe des Warriors de Golden State, Don Nelson. Il est le copropriétaire d'une équipe de D-League les Frisco qui débuteront dans la ligue américaine lors de la saison 2010-2011.
Après un poste d'assistant aux Suns de Phoenix, il rejoint les Mavericks de Dallas toujours au poste d'assistant, auprès de son père, en janvier 1998. Après l'arrivée de Mark Cuban, il se voit confier le rôle de président des opérations basket-ball. Il se voit donc à l'origine de nombreux recrutements et échanges réalisés par le club. Il supplée également son père au poste d'entraîneur lors de l'indisponibilité de celui-ci, pour soigner un lors de la saison 2000-2001. 
Il a également occupé le poste d'assistant en Europe, auprès de l'équipe de Lituanie. Durant cette période, la Lituanie remporte trois médailles de bronze lors des Jeux olympiques 1992, 1996 et 2000, l'argent lors des championnats d'Europe 1995 et l'or en championnats d'Europe 2003.
Il occupe également le poste de conseiller auprès de l'équipe de Chine qui remporte les jeux asiatiques 2005 et termine à la huitième place des jeux de Pékin 2008.